# Stoke (West Midlands)
Stoke – dzielnica miasta Coventry, w Anglii, w West Midlands, w dystrykcie Coventry. Leży 3 km od centrum miasta Coventry, 30,8 km od miasta Birmingham i 136,7 km od Londynu. W 1921 roku civil parish liczyła 788 mieszkańców.